# Борови-Млин (Битівський повіт)
Борови-Млин (пол. Borowy Młyn, нім. Heidemühl) — село в Польщі, у гміні Ліпниця Битівського повіту Поморського воєводства.
Населення — 869 осіб (2011).

## Демографія
Демографічна структура станом на 31 березня 2011 року:
|          | Загалом | Допрацездатний вік | Працездатний вік | Постпрацездатний вік |
| -------- | ------- | ------------------ | ---------------- | -------------------- |
| Чоловіки | 455     | 116                | 294              | 45                   |
| Жінки    | 414     | 81                 | 243              | 90                   |
| Разом    | 869     | 197                | 537              | 135                  |